# Unión General de Trabajadores Argelinos
La Unión General de Trabajadores Argelinos (UGTA, en francés: Union Générale des Travailleurs Algériens, árabe: الاتحاد العام للعمال الجزائريين) es el principal sindicato de Argelia, creado el 24 de febrero de 1956 con el objetivo de movilizar a los trabajadores argelinos contra los intereses coloniales y capitalistas franceses. 

La UGTA fue prohibida poco después de su fundación, en mayo de 1956. Trabajó de forma clandestina junto con el Frente de Liberación Nacional. Durante el sistema de partido único que se inició tras la independencia de Argelia en 1962, la UGTA acabará en una posición total subordinación con respecto a las decisiones del grupo.

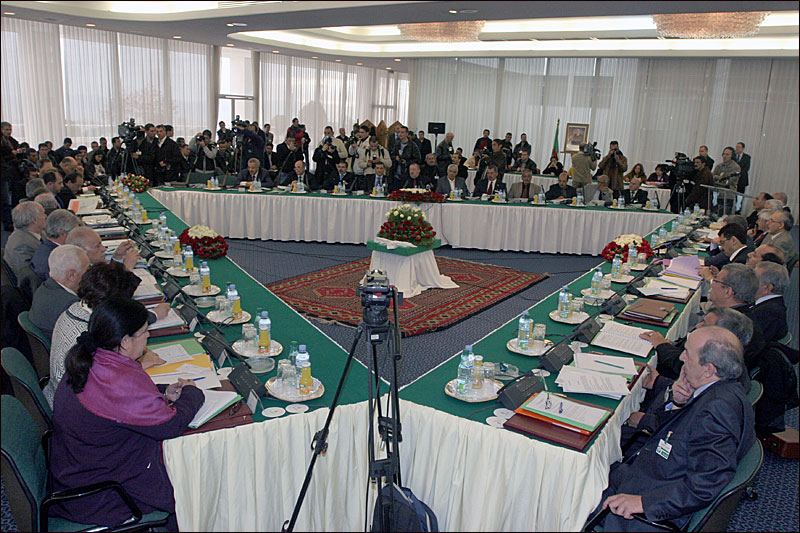
Asamblea de la Unión General de Trabajadores Argelinos.

En 1989, el gobierno comenzó a seguir un programa de liberalización política, y se instaló rápidamente un sistema electoral multipartidista. La UGTA aprovechó el nuevo entorno para establecer cierta distancia del gobierno, y los trabajadores de petróleo y carbón golpeados en marzo de 1991, obteniendo varias concesiones, incluida la fijación de precios.
Este experimento político fue interrumpido en 1992 por los militares, luego de una victoria islamista en las encuestas, y comenzó la guerra civil argelina. La UGTA denunció la nueva política gubernamental de liberalización económica bajo las directrices del Fondo Monetario Internacional, forzada por la situación de la deuda insostenible. Se puso del lado del ejército contra los islamistas generalmente antisocialistas, y su líder, Abdelhak Benhamouda, fue asesinado por estos últimos el 28 de enero de 1997.
En 2000, la organización estableció un grupo de trabajo, la Comisión Nacional de Mujeres Trabajadoras, para abordar cuestiones relacionadas con la posición de las mujeres.